# WAMP
WAMP è un acronimo con cui si indica una piattaforma software di sviluppo web/database che prende il nome dalle iniziali dei componenti software con cui è realizzata.

## Componenti
Prerequisito:
- Windows: il sistema operativo che deve essere già installato sul PC;

Componenti installati:
- Apache: il Web server;
- MySQL: il database management system (o database server) con SQLite e relativi toolkit grafici;
- PHP, Perl e/o Python: i linguaggi di scripting.

Di fatto WAMP è la versione adattata per Windows della piattaforma AMP, così come LAMP è quella adattata per GNU/Linux.